# 阿姆-布克尔
阿姆-布克尔（法語：Hames-Boucres，法語發音：[am bukʁ]）是法国上法蘭西大區加来海峡省的一个市镇，属于加来区。该市镇于1819年由原市镇阿姆（Hames）和布克尔（Boucres）合并而成。

## 地理
阿姆-布克尔（50°52'53"N, 1°50'34"E）面积12.82 平方千米，位于法国上法蘭西大區加来海峡省，该省份为法国北部沿海省份，西北濒北海，南至索姆省，东临北部省。
与阿姆-布克尔接壤的市镇（或旧市镇、城区）包括：科凯勒、涅勒莱加来、皮昂莱吉讷、圣特里卡、莱萨塔克、卡菲耶、库洛涅、弗雷坦、吉讷。

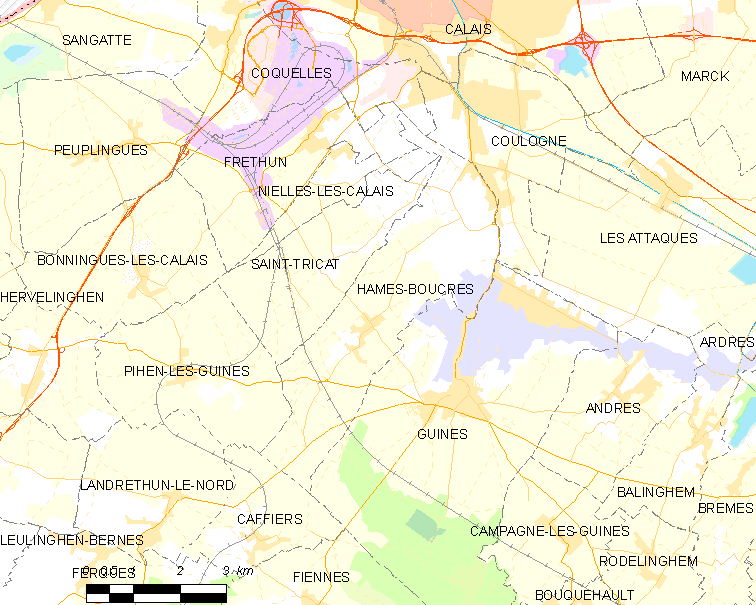
阿姆-布克尔的OSM定位图

阿姆-布克尔的时区为UTC+01:00、UTC+02:00（夏令时）。

## 行政
阿姆-布克尔的邮政编码为62340，INSEE市镇编码为62408。

## 政治
阿姆-布克尔所属的省级选区为加来第一县。

## 人口

1962-2008年间阿姆-布克尔人口变化图示

阿姆-布克尔于2022年1月1日时的人口数量为1428人。